# Surfe nos Jogos Pan-Americanos de 2019 - SUP surf masculino
A competição do stand up masculino do surfe nos Jogos Pan-Americanos de 2019 foi disputada de 30 de julho a 4 de agosto na praia de Punta Rocas, em Punta Negra.

## Calendário
Horário local (UTC-5).
| Data        | Horário | Fase                            |
| ----------- | ------- | ------------------------------- |
| 30 de julho | 15:20   | Chave principal - Primeira fase |
| 31 de julho | 15:20   | Chave principal - Segunda fase  |
| 1 de agosto | 9:42    | Repescagem - Primeira fase      |
| 1 de agosto | 14:59   | Repescagem - Segunda fase       |
| 2 de agosto | 14:50   | Chave principal - Terceira fase |
| 3 de agosto | 9:00    | Repescagem - Terceira fase      |
| 3 de agosto | 11:48   | Repescagem - Quarta fase        |
| 3 de agosto | 14:15   | Chave principal - Quarta fase   |
| 4 de agosto | 9:32    | Semifinal                       |
| 4 de agosto | 12:44   | Final                           |

## Medalhistas
| Ouro   | COL Giorgio Gómez |
| Prata  | PER Tamil Martino |
| Bronze | USA Daniel Hughes |

## Resultados

### Chave principal - primeira fase
Os dois primeiros de cada bateria avançaram à segunda fase, enquanto o perdedor se classificou para a repescagem.
| Bateria | Classificação | Surfista         | Nacionalidade      | Pontuação | Notas |
| ------- | ------------- | ---------------- | ------------------ | --------- | ----- |
| 1       | 1             | Daniel Hughes    | USA Estados Unidos | 10.93     | Q     |
| 1       | 2             | Felipe Rodríguez | MEX México         | 7.90      | Q     |
| 1       | 3             | Luiz Diniz       | BRA Brasil         | 7.50      | R     |
| 2       | 1             | Mariano de Cabo  | ARG Argentina      | 7.87      | Q     |
| 2       | 2             | Giorgio Gómez    | COL Colômbia       | 7.53      | Q     |
| 2       | 3             | Armando Colucci  | VEN Venezuela      | 0.73      | R     |
| 3       | 1             | Tamil Martino    | PER Peru           | 15.34     | Q     |
| 3       | 2             | Finn Spencer     | CAN Canadá         | 8.43      | Q     |
| 3       | 3             | Dave de Armas    | PUR Porto Rico     | 7.27      | R     |

### Chave principal - segunda fase
Os dois primeiros de cada bateria avançaram à terceira fase, enquanto o perdedor se classificou para a repescagem. 
| Bateria | Classificação | Surfista         | Nacionalidade      | Pontuação | Notas |
| ------- | ------------- | ---------------- | ------------------ | --------- | ----- |
| 1       | 1             | Finn Spencer     | CAN Canadá         | 12.50     | Q     |
| 1       | 2             | Daniel Hughes    | USA Estados Unidos | 11.50     | Q     |
| 1       | 3             | Mariano de Cabo  | ARG Argentina      | 7.84      | R     |
| 2       | 1             | Tamil Martino    | PER Peru           | 14.17     | Q     |
| 2       | 2             | Giorgio Gómez    | COL Colômbia       | 13.67     | Q     |
| 2       | 3             | Felipe Rodríguez | MEX México         | DNS       | R     |

### Chave principal - terceira fase
O primeiro de cada bateria avançou à quarta fase, enquanto o perdedor se classificou para a repescagem. 
| Bateria | Classificação | Surfista      | Nacionalidade      | Pontuação | Notas |
| ------- | ------------- | ------------- | ------------------ | --------- | ----- |
| 1       | 1             | Giorgio Gómez | COL Colômbia       | 16.07     | Q     |
| 1       | 2             | Finn Spencer  | CAN Canadá         | 10.70     | R     |
| 2       | 1             | Tamil Martino | PER Peru           | 14.93     | Q     |
| 2       | 2             | Daniel Hughes | USA Estados Unidos | 9.26      | R     |

### Chave principal - quarta fase
O primeiro da bateria avançou à quarta fase, enquanto o perdedor se classificou para a disputa contra o vencedor da repescagem. 
| Bateria | Classificação | Surfista      | Nacionalidade | Pontuação | Notas |
| ------- | ------------- | ------------- | ------------- | --------- | ----- |
| 1       | 1             | Giorgio Gómez | COL Colômbia  | 14.84     | Q     |
| 1       | 2             | Tamil Martino | PER Peru      | 12.57     | R     |

### Repescagem - primeira fase
Os dois primeiros da bateria avançaram à segunda fase da repescagem, enquanto o perdedor foi eliminado. 
| Bateria | Classificação | Surfista        | Nacionalidade  | Pontuação | Notas |
| ------- | ------------- | --------------- | -------------- | --------- | ----- |
| 1       | 1             | Luiz Diniz      | BRA Brasil     | 13.00     | Q     |
| 1       | 2             | Dave de Armas   | PUR Porto Rico | 9.83      | Q     |
| 1       | 3             | Armando Colucci | VEN Venezuela  | 6.84      |       |

### Repescagem - segunda fase
O primeiro de cada bateria avançou à terceira fase, enquanto o perdedor foi eliminado. 
| Bateria | Classificação | Surfista         | Nacionalidade  | Pontuação | Notas |
| ------- | ------------- | ---------------- | -------------- | --------- | ----- |
| 1       | 1             | Luiz Diniz       | BRA Brasil     | 17.34     | Q     |
| 1       | 2             | Mariano de Cabo  | ARG Argentina  | 7.34      |       |
| 2       | 1             | Dave de Armas    | PUR Porto Rico | 12.70     | Q     |
| 2       | 2             | Felipe Rodríguez | MEX México     | 10.37     |       |

### Repescagem - terceira fase
O primeiro de cada bateria avançou à final da repescagem, enquanto o perdedor foi eliminado. 
| Bateria | Classificação | Surfista      | Nacionalidade      | Pontuação | Notas |
| ------- | ------------- | ------------- | ------------------ | --------- | ----- |
| 1       | 1             | Luiz Diniz    | BRA Brasil         | 13.14     | Q     |
| 1       | 2             | Finn Spencer  | CAN Canadá         | 10.17     |       |
| 2       | 1             | Daniel Hughes | USA Estados Unidos | 9.90      | Q     |
| 2       | 2             | Dave de Armas | PUR Porto Rico     | 7.96      |       |

### Repescagem - final
O vencedor da final da repescagem avançou à semifinal contra o perdedor da final da chave principal, enquanto o perdedor da bateria foi eliminado. 
| Bateria | Classificação | Surfista      | Nacionalidade      | Pontuação | Notas |
| ------- | ------------- | ------------- | ------------------ | --------- | ----- |
| 1       | 1             | Daniel Hughes | USA Estados Unidos | 11.20     | Q     |
| 1       | 2             | Luiz Diniz    | BRA Brasil         | 6.00      |       |

### Semifinal
O vencedor da semifinal avançou à final contra o vencedor da chave principal, enquanto o derrotado ficou com o bronze. 
| Bateria | Classificação | Surfista      | Nacionalidade      | Pontuação | Notas             |
| ------- | ------------- | ------------- | ------------------ | --------- | ----------------- |
| 1       | 1             | Tamil Martino | PER Peru           | 18.90     | Q                 |
| 1       | 2             | Daniel Hughes | USA Estados Unidos | 10.84     | Medalha de bronze |

### Final
O vencedor da chave principal enfrentou o vencedor da disputa entre o campeão da repescagem e o derrotado na quarta fase da chave principal. 
| Bateria | Classificação | Surfista      | Nacionalidade | Pontuação | Notas            |
| ------- | ------------- | ------------- | ------------- | --------- | ---------------- |
| 1       | 1             | Giorgio Gómez | COL Colômbia  | 17.33     | Medalha de ouro  |
| 1       | 2             | Tamil Martino | PER Peru      | 14.70     | Medalha de prata |